# Смирнов, Геннадий Геннадьевич
Генна́дий Генна́дьевич Смирно́в (род. 7 августа 1972 года, Вологда, РСФСР) — российский актёр театра, кино и телевидения.

## Биография
Геннадий Смирнов родился 7 августа 1972 года в Вологде.
В 1993 году окончил Санкт-Петербургскую государственную академию театрального искусства (ныне — РГИСИ, педагог — Т. М. Абросимова).
С 1993 по 1996 год служил в театре «Балтийский дом» и с 1996 по 2003 год — в Театре имени В. Комиссаржевской.
В 2004—2006 годах работал на петербургском «Пятом канале». Поочерёдно вёл программы «Пять в линию» и «Утро в большом городе», играл роль корреспондента в «дезинформационной» программе «Не вовремя».
С 2006 по 2009 год — ведущий программы «Питер: инструкция по применению» (телеканал «ТНТ-Санкт-Петербург»).
С 1998 года снимается в кино, в том числе у режиссёров Михаила Козакова, Валерия Огородникова, Андрея Кончаловского, Авдотьи Смирновой.
Долгое время занимался дублированием иностранных фильмов. Известен как создатель кинокапустников на киностудии «Ленфильм».
В 2014 году был номинирован на премию «ТОП 50. Самые знаменитые люди Петербурга».
В Сети известен как автор песен на актуальные политические темы, создаваемых на мотив популярных советских шлягеров.

Мы не можем разогнать Государственную Думу, уволить президента Путина или премьера Медведева. Мы не можем этого сделать. Единственный действенный способ — это над ними ржать. Потому что действительно, зло перестает быть страшным, когда оно становится смешным.— Геннадий Смирнов, интервью 7 декабря 2013

## Театр
- «Чествование» Бернарда Слейда, реж. Михаил Козаков, Иван Краско — Джад
- «Ромео и Джульетта» Уильяма Шекспира, реж. Борис Цейтлин — Ромео
- «Буря» Уильяма Шекспира, реж. Александр Морфов — Фердинанд
- «Ревизор» Николая Гоголя — Хлестаков
- «Шоппинг & Fucking» Марка Равенхилла, реж. Сергей Щипицин — Брайен
- «Последний пылкий влюблённый» Нила Саймона, реж. Павел Грязнов — Барни Кэшмен

## Фильмография

### Актёр
- 1997 — Легенда о Тиле — Тиль Уленшпигель
- 1998 — Маленький водяной
- 1999 — Чествование (ТВ) — Джад
- 1999 — Железная пята олигархии — рабочий
- 2000 — Империя под ударом (мини-сериал) — Балмашев Степан Валерианович
- 2000 — Улицы разбитых фонарей 3 (сериал) — Миша
- 2001 — Агент национальной безопасности-3 (сериал) — бандит «Винт» (36 серия, «Сутёнер») (озвучил Борис Хвошнянский)
- 2001 — Машина пришла
- 2001 — Первое мая
- 2001—2004 — Чёрный ворон (сериал)
- 2002 — Агентство «Золотая пуля» (сериал)
- 2004 — Женская логика 4 (ТВ)
- 2004 — Только ты (мини-сериал)
- 2004 — Как в старом детективе (ТВ) — Юра
- 2004—2006 — Опера. Хроники убойного отдела (сериал)
- 2004 — Ментовские войны: Старший оборотень по особо важным делам (мини-сериал) — Лукошкин
- 2004 — Красное небо. Чёрный снег — водитель Зиновия Яковлевича Зальцмана
- 2005 — н. в. Морские дьяволы (сериал) — Борис Сергеевич
- 2005 — Потерявшие солнце (мини-сериал)
- 2006 — Связь — Ринат
- 2007 — Дюжина правосудия (мини-сериал) — Таранов
- 2007 — Диверсант 2: Конец войны (мини-сериал)
- 2007 — Глянец — Петя
- 2007 — План «Б» (сериал)
- 2008 — Братья (сериал) — Сергей
- 2008 — Отцы и дети (мини-сериал) — Ситников
- 2009 — н. в. Литейный (сериал) — киллер
- 2010 — Маршрут милосердия (сериал) — Алик Красовский
- 2010 — Первый дом
- 2011 — 2 дня — Виктор
- 2012 — Последний герой (ТВ) — Свисток
- 2012 — Служу Советскому Союзу! — Тиманов
- 2012 — Агент особого назначения 3 (сериал) — Лоскутин Александр Егорович
- 2012 — Кококо — Леонид Геннадьевич, директор Кунсткамеры
- 2012 — Отцовский инстинкт (мини-сериал) — Воротников
- 2012 — Последняя жертва (ТВ)
- 2012 — Бездна — Максим Мунин, майор полиции
- 2012 — Это моя собака – Смирнов
- 2013 — Шутки ангела (ТВ)
- 2013 — Катерина 4: Другая жизнь (сериал) — Баринов
- 2013 — Кома (мини-сериал)
- 2013 — 7 главных желаний — начальник Маши
- 2013 — Перцы
- 2012 — Крёстный — Герман Павлович Коротаев, врач
- 2014 — Профессионал — Михаил Дворников, полковник ФСБ, начальник отдела собственной безопасности
- 2014 — Шаманка — Сергей Резцов
- 2014 — Гена Бетон — журналист Кутузкин
- 2014 — Шеф. Новая Жизнь — Юрий Павлов, адвокат
- 2015 — Великая — Иван Иванович Шувалов
- 2015 — Один день, одна ночь (мини-сериал) — Кулагин
- 2015 — Марафон для трех граций (мини-сериал) — Яблоков
- 2015 — Полицейский участок (сериал) — Денис Лужский
- 2015 — Письма на стекле. Судьба (сериал) — Леонид
- 2015 — Чужое гнездо — Виктор Макридин
- 2015 — Своя чужая — Рябов, участковый
- 2015 — Всё к лучшему (мини-сериал) — Ильин
- 2016 — Призрак уездного театра — Илья, владелец бутика
- 2016 — Петербург. Только по любви — Андрей
- 2016 — От первого до последнего слова (мини-сериал) — Колечка
- 2016 — Мажор 2 (сериал) — Андрей Сергеевич Жуков, банкир
- 2016 — Поцелуев мост — Пётр
- 2016 — Вызов
- 2016 — О чём молчат французы
- 2016 — Шаман. Новая угроза — Борис Лазанский (фильм № 12 «Чужие деньги»)
- 2017 — Время первых — Константин Феоктистов
- 2017 — Личность не установлена — Михаил Борисович Егоров, майор УСБ
- 2017 — Игра в фантазию (документальный фильм)
- 2017 — Рассвет на Санторини — Борис Павлович Воеводин, полковник спецслужб
- 2017 — Свидетельство о рождении — Леонид
- 2017 — Шеф. Игра на повышение — Юрий Павлов, адвокат
- 2018 — История одного назначения — Пётр Алексеевич Юноша, полковник
- 2018 — Мельник — Борис Иванович Дубровин, бизнесмен
- 2018 — Семейная тайна — Алексей
- 2019 — Гоголь — Манилов
- 2019 — Шторм — Семён Александрович Крюков, глава строительной компании
- 2019 — Алекс Лютый — Феликс Ильич Миронов, работник Внешторга
- 2020 — Глубже! — актёр
- 2020 — Агеев — Эдуард Глинка, адвокат
- 2021 — Шеф. Возвращение — Юрий Павлов, адвокат
- 2021 — Вертинский — Михаил Иванович Поляков
- 2022 — Нулевой пациент — Михаил Сергеевич Горбачёв
- 2022 — Закрыть гештальт — Вадим Лобачевский
- 2022 — Аксентьев — Сергей Геннадьевич Савицкий, главврач
- 2022 — Плотник — Аркадий Владимирович Хрипунов, врач-онколог
- 2023 — Аутсайдер — Геннадий Андреевич Пантюшин
- 2023 — Сансара — эксперт-криминалист
- 2024 — Внутри убийцы — Данила Макаров
- 2024 — Трасса — Игорь Друз
- 2024 — Княжна милосердия — Апостолов, генерал
- 2025 — Этерна — Август Штанцлер, граф, кансильер Талига

### Озвучивание[10][11]
- 1937 — Белоснежка и семь гномов — принц (Гарри Стокуэлл; в титрах не указан)
- 1993 — 1996 — Могучие рейнджеры (сериал) — Рокки, Билли, Голдар, Рито, Зордон, Толстый, лейтенант Стоун
- 1995 — История игрушек — сержант (Ли Эрми)
- 1996 — Аладдин и король разбойников — эпизодические персонажи
- 1996 — Могучие рейнджеры: Зео — Рокки, Билли, Зордон, Толстый, принц Гаскет
- 1997 — Могучие рейнджеры: Турбо — ТиДжей, Райгог, Порто, Толстый
- 1998 — Мулан — капитан Ли Шанг (Б. Д. Вонг, Донни Осмонд)
- 1998 — Красавица и Чудовище: Волшебный мир Белль — Ля Плюм (Роб Полсен)
- 1998 — Король Лев 2: Гордость Симбы — Нука (Энди Дик)
- 1998 — Враг государства — Ленни (Грант Хеслов)
- 1998 — Могучие рейнджеры: В космосе — ТиДжей, Зейн, Эклиптор, Злой Спектр, Толстый
- 1999 — Тарзан — гориллы
- 1999 — Шестое чувство — Мистер Коллинз, Доктор Хай (Грег Вуд, М. Найт Шьямалан)
- 1999 — Власть страха — инспектор такси, студент Нью-Йоркского университета, инспектор полиции (Десмонд Кэмпбелл, Дэниэл Брошу, Бурк Лоренс)
- 1999 — Бойцовский клуб — Ирвин (Пол Диллон)
- 1999 — Воскрешая мертвецов — Стенли (Эндрю Дэволи)
- 1999 — Улицы разбитых фонарей — Коля Колесников «Мамонт» (Иван Ургант)
- 1999 — История игрушек 2 — сержант, инопланетяне (Ли Эрми, Джефф Пиджон)
- 1999 — Могучие рейнджеры: Потерянная галактика — Лео, Дэймон, Девиот, Вилламакс, Фурио, Тричерон
- 2000 — Пляж — Unhygenix (Даниэль Кальтаджироне)
- 2000 — Эрин Брокович — адвокат (Пэт Скиппер)
- 2000 — Пункт назначения — Билли Хичкок (Шонн Уильям Скотт)
- 2000 — Радиоволна — Джон Салливан (Бодхи Элфмэн)
- 2000 — Угнать за 60 секунд — Fuzzy Frizzel (Харрисон Форд)
- 2000 — Я, снова я и Ирэн — сосед Эд, Trooper Pritchard (Стив Суини, Джеки Флинн)
- 2000 — Патриот — Габриэль Мартин (Хит Леджер)
- 2000 — Бар «Гадкий койот» — William Morris Receptionist (Джереми Роули)
- 2000 — Перо маркиза де Сада — Питу (Дэнни Бэбингтон)
- 2000 — Ангелы Чарли — водитель Корвина, посыльный (Эндрю Уилсон, Джо Дер)
- 2000 — Где моя тачка, чувак? — культист, вожатый в лагере (Тетл, Синко Пол)
- 2000 — Динозавр — эпизодические персонажи
- 2000 — Могучие рейнджеры: Успеть на помощь — Джоэл, Райан, капитан Митчелл, Дьяболико, Олимпиус
- 2001 — История рыцаря — Жермен (Скотт Хэнди)
- 2001 — Животное — репортёр, официант (Джейк Ианнарино, Луиджи Амодео)
- 2001 — Мартовские коты — Max (Скотт Бинер)
- 2001 — Малхолланд Драйв — Дэн (Патрик Фишлер)
- 2001 — Пёрл Харбор — слушатель (Санг Кенг)
- 2001 — Эволюция — Дик (Итан Сапли)
- 2001 — Любимцы Америки — Дэнни Вакс (Сет Грин)
- 2001 — Планета обезьян — капитан Лео Дэвидсон (Марк Уолберг)
- 2001 — Тринадцать привидений — Демон (Мэттью Харрисон)
- 2001 — В тылу врага — Capt. Rodway, USMC (Чарльз Малик Уитфилд)
- 2001 — Астерикс и Обеликс: Миссия «Клеопатра» — Нумеробис (Жамель Деббуз)
- 2001 — Могучие рейнджеры: Патруль времени — Вэс, Лукас, Фрэкс
- 2002 — Крутой парень — Глен (Парри Шен)
- 2002 — Неверная — Билл Стоун (Чад Лоу)
- 2002 — С меня хватит — первый коп (Лейф Ридделл)
- 2002 — Лило и Стич — эпизод
- 2002 — Особое мнение — Wally the Caretaker (Дэниэл Лондон)
- 2002 — Три икса — агент Тоби Ли Шаверс (Майкл Руф)
- 2002 — Стильная штучка — Барри Ловенштайн (Кевин Сасмэн)
- 2002 — Ни жив, ни мёртв — Twitch (Курупт)
- 2002 — Цыпочка — Билли (Мэттью Лоуренс)
- 2002 — Могучие рейнджеры: Дикий мир — Коул, Дэнни, Мастер Орг
- 2003 — Молодожёны — Кайл (Дэвид Москоу)
- 2003 — 101 далматинец 2: Приключения Патча в Лондоне — Ларс (Мартин Шорт)
- 2003 — Темнота наступает — офицер Мэтт Генри (Салливан Степлтон)
- 2003 — Клад — Trout Walker (Скотт Планк)
- 2003 — В поисках Немо — Якорь (Эрик Бана)
- 2003 — Пираты Карибского моря: Проклятие «Чёрной жемчужины» — Раджетти (Макензи Крук)
- 2003 — Терминатор 3: Восстание машин — стриптизёр (Джимми Снайдер)
- 2003 — Плохие парни 2 — TNT Lockman (Чарли Джонсон мл.)
- 2003 — Лига выдающихся джентльменов — Том Сойер (Шейн Уэст)
- 2003 — Чумовая пятница — мистер Бейтс (Стивен Тоболовски)
- 2003 — Однажды в Мексике — Лоренсо (Энрике Иглесиас)
- 2003 — Сокровище Амазонки — Деклан (Юэн Бремнер)
- 2003 — Питер Пэн — мистер Дарлинг (Джейсон Айзекс)
- 2003 — Холодная гора — Джуниор (Джованни Рибизи)
- 2004 — Свидание со звездой — Пит Монаш (Тофер Грейс)
- 2004 — Звезда сцены — Стью (Адам Гарсия)
- 2004 — Идальго — первый солдат (Крис Оуэн)
- 2004 — Соседка — Райан Венгер (Дэйн Гарретсон)
- 2004 — Убойная парочка: Старски и Хатч — Кевин (Джейсон Бейтман)
- 2004 — Агент Коди Бэнкс 2: Пункт назначения — Лондон — Кумар (Род Сильверс)
- 2004 — Не бей копытом — братья Стражки (Сэм Дж. Ливайн)
- 2004 — Хеллбой: Герой из пекла — Abe Sapien (Даг Джонс)
- 2004 — Гнев — Самуэль Рамос (Марк Энтони)
- 2004 — Модная мамочка — пастор Уэллс, Девон, охранник на показе мод (Том Хайнс, Итэн Браун, Мэттью Уолкер)
- 2004 — Степфордские жены
- 2004 — Белые цыпочки — Russ — Party Boy (Стивен Грэйм)
- 2004 — Король Артур — Хортон (Пэт Киневейн)
- 2004 — Дневники принцессы 2: Как стать королевой — капитан Кип Келли (Мэттью Уолкер)
- 2004 — Анаконда 2: Охота за проклятой орхидеей — доктор Джек Байрон (Мэттью Марсден)
- 2004 — Пережить Рождество — Генрих (Удо Кир)
- 2004 — Мулан 2 — генерал Ли Шанг (Б. Д. Вонг)
- 2005 — Правила съёма: Метод Хитча — Магнус, Нил, парень-меломан (Остин Лайзи, Кевин Сасмэн, Джо Ло Трульо)
- 2005 — Три икса 2: Новый уровень — агент Тоби Ли Шаверс (Майкл Руф)
- 2005 — Всё или ничего — Caretaker (Крис Рок)
- 2005 — Стелс — EDI (Вентворт Миллер)
- 2005 — Легенда Зорро — Харриган (Майкл Эмерсон)
- 2005 — Привет семье! — Патрик Томас (Брайан Дж. Уайт)
- 2006 — Розовая пантера — Бижу (Уильям Абади)
- 2006 — Большое путешествие — стервятник (Эдди Госслинг)
- 2006 — Любовь на стороне — Лоран (Жюльен Буасселье)
- 2006 — Пираты Карибского моря: Сундук мертвеца — Раджетти (Макензи Крук)
- 2006 — Борат —
- 2006 — Казино «Рояль» — Tournament Director (Карлос Леаль)
- 2007 — Очень эпическое кино — Гарри Поттер (Кевин Макдональд)
- 2007 — 28 недель спустя — Джейкоб (Шахид Ахмед)
- 2007 — Пираты Карибского моря: На краю света — Раджетти (Макензи Крук)
- 2009 — Ангелы и Демоны — Клаулио Винченци (Дэвид Паскуази)
- 2009 — 2011 — Vизитеры — Томас (Мартин Камминс)
- 2009 — Однажды в Риме — Антонио (Уилл Арнетт)
- 2011 — 2019 — Игра престолов — Морд (1 сезон), Король пряностей (2 сезон), Чёрный Лоррен (2 сезон), Саладор Саан (2-3 сезоны), Карл Таннер (3 сезон), Дим Далба (6 сезон), Джон Ройс (6-8 сезоны)
- 2016 — Мир Дикого Запада — Питер Абернати (Брэдфорд Тейтум (1 сезон) и Луис Хертум (2 сезон))